# Texto expositivo
Un texto expositivo o exposición narrativa es una clase de modalidad textual que presenta un intercambio objetivo de los hechos, las ideas, los diálogos o los conceptos. Son aquellos que explican y desarrollan un tema. Su finalidad es informar temas de interés general para un público no especializado y testificado de un tema en particular.

## Tipos de textos expositivos
- Divulgativos: Un texto divulgativo es aquel que establece un tema o argumento que proporciona un discurso oral, ya que, este contiene argumentos sociales de uno u otros temas; es decir, puedes escoger un tema o varios para salir a pronunciar un discurso o exposición.
- Especializado: Por otro lado, los especializados no informan, sino que pretenden hacer comprender aspectos como los científicos, por lo que exigen un receptor más especializado, con un mayor grado de conocimiento del tema. Presentan, por lo tanto, una mayor complejidad sintáctica y léxica así como tecnicismos. Pertenecen a este los textos científicos, jurídicos y humanísticos.

## Estructura de los textos expositivos
- La introducción: Se da a conocer la explicación acerca de cómo será tratado el tema del texto con el objetivo de que el receptor tenga interés.
- El desarrollo: Es la parte más importante del texto; consiste en la exposición clara, donde se ordenan los conceptos.

- La conclusión: La parte final del texto, puede aparecer un breve resumen de los puntos tratados en el desarrollo.

## Algunas características lingüísticas  expositivos
- Claridad, precisión y calidad.
- Uso preferente del presente intemporal y del modo indicativo. Puntualmente, el uso del imperfecto si se trata de la descripción de procesos.
- Uso de conectores.
- Empleo de recursos como las comparaciones
- Pueden emplear figuras retóricas y otros mecanismos para presentar de manera más eficiente su contenido, siempre y cuando eso no empañe su claridad y precisión.

## Estructuras lógicas
1. Sintetizante o inductiva: Al iniciar expone  los datos o ideas particulares y para llegar al final determina el tema fundamental.
2. Analizante o deductiva: Primero formula el tema y luego lo desarrolla con datos o ideas particulares.
3. Encuadrada: Presenta al principio el tema, que se desarrolla a lo largo del texto y por último, una conclusión que refuerza o modifica la idea inicial.
4. Paralela: En los textos con este tipo de estructura, las ideas se exponen sin que haya necesidad de coordinarlas entre sí; todos tienen el mismo nivel de importancia.

## Sugerencias para comprender textos expositivos
1. Leer globalmente el texto.
2. Leer cada párrafo, poner títulos.
3. Repasar los títulos.
4. Detectar la organización interna del texto.
5. Localizar los componentes de la organización.
6. Construir un esquema.
7. Construir el significado, resumir.
8. Hacerse preguntas sobre el texto.
9. Subrayar los datos más importantes.
10. Detectar la idea principal y secundaria de cada párrafo.

## Organización de la información
- Deductiva: Se parte de lo general (lo más amplio) para llegar a lo particular (lo más específico).
- Inductiva: Contrariamente a la estructura deductiva, se parte de lo más específico para llegar a lo más amplio.
- Lógica o lineal: Se articula la información sobre la base de premisas y conclusiones, causas y efectos, razones y consecuencias.
- Cronológica o lineal: Se aborda un hecho histórico o un acontecimiento de cualquier tipo relatando lo sucedido aduciendo las causas, el hecho propiamente tal y las consecuencias.
- Problema-Solución: Se expone un problema, sus posibles causas y las consecuencias que acarrea. Luego se proponen las posibles soluciones y las maneras de llevarlas a cabo.
- Procedimental: Este tipo de ordenamiento que aparece en una receta de cocina o en un manual para armar un objeto. Se detallan en orden los pasos con los que hay que cumplir para lograr un determinado objetivo.

## Tipos de estructura de los textos expositivos
1. Presentación de causa-efecto
2. Presentación, problema, solución
3. Introducción, desarrollo, conclusión
4. Exposición de estructura narrativa
5. Exposición de estructura descriptiva, etc.
6. Exposición de estructura enumerativa.

## Recursos expositivos (explicativos)
Para lograr una buena explicación, hay una serie de recursos específicos. Estos son:
- Comparación: Permite explicitar las diferencias y las semejanzas entre elementos.
- Definición: Presenta conocimiento nuevo, explica concepto o indica el significado de un término.
- Ejemplos: Aportan casos concretos que ilustran el tema que se está tratando.
- Clasificación: Ordena los elementos por características comunes o categorías (que son justamente las que permiten armar una serie)
- Reformulación: Expone algo ya dicho pero con palabras diferentes. No se agrega información, sino que se vuelve a la idea para aclararla.